# Démographie du Rhône (circonscription départementale)
Cet article concerne la démographie de la circonscription départementale du Rhône. Pour celle de la métropole de Lyon uniquement, voir Démographie de la métropole de Lyon.
La démographie du Rhône est caractérisée, jusqu'à la division du département en deux parties au 1er janvier 2015, par une très forte densité et une population en forte croissance depuis sa création.
Le présent article concerne la démographie de la circonscription départementale du Rhône tout en s'intéressant à celles de la collectivité territoriale du Rhône et de la métropole de Lyon qui la composent.
Avec ses 1 907 982 habitants en 2022, la circonscription départementale du Rhône se situe en 4e position sur le plan national.
En six ans, de 2015 à 2021, sa population s'est accrue de près de 71 700 unités, c'est-à-dire de plus ou moins 12 000 personnes par an. Mais cette variation est différenciée selon les 208 communes que comporte le département et les 58 communes de la métropole.
La densité de population de la circonscription départementale du Rhône, 587,2 habitants par kilomètre carré en 2022, est plus de cinq fois supérieure à celle de la France entière qui est de 107,1 hab./km2 pour la même année.

## Évolution démographique de la circonscription départementale du Rhône
Le département de Rhône-et-Loire est créé par décret du 4 mars 1790 puis est séparé en deux départements, le Rhône et la Loire le 12 août 1793. Le Rhône comporte alors deux districts (Lyon, Villefranche). Le premier recensement sera réalisé en 1801 et ce dénombrement, reconduit tous les cinq ans à partir de 1821, permettra de connaître plus précisément l'évolution des territoires.
Avec 434 429 habitants en 1831, le département représente 1,33 % de la population française, qui est alors de 32 569 000 habitants. De 1831 à 1866, il va gagner 244 219 habitants, soit une augmentation de 1,61 % moyen par an, plus de trois fois le taux d'accroissement national qui est de 0,48 % sur cette même période.
La croissance démographique se poursuit entre la Guerre franco-prussienne de 1870 et la Première Guerre mondiale. Sur cette période, la population gagne 245 334 habitants, soit un accroissement de 36,60 % alors qu'il est de 10 % au niveau national. La population continue à progresser pour la période de l'entre-deux guerres soit une croissance de 7.5% égal à la moyenne national de 6.9% de 1921 à 1936.
À l'instar des autres départements français, le Rhône va ensuite connaître un fort essor démographique après la Seconde Guerre mondiale. 
En 2022, le département comptait 1 907 982 habitants, en évolution de +3,93 % par rapport à 2016 (France hors Mayotte : +2,11 %).
| 1801    | 1806    | 1831    | 1836    | 1841    | 1851    | 1856    | 1861    | 1866    |
| ------- | ------- | ------- | ------- | ------- | ------- | ------- | ------- | ------- |
| 299 390 | 340 980 | 434 429 | 482 024 | 500 831 | 574 745 | 625 991 | 662 493 | 678 648 |

| 1872    | 1876    | 1881    | 1886    | 1891    | 1896    | 1901    | 1906    | 1911    |
| ------- | ------- | ------- | ------- | ------- | ------- | ------- | ------- | ------- |
| 670 247 | 705 131 | 741 470 | 772 912 | 806 737 | 839 329 | 843 179 | 858 907 | 915 581 |

| 1921    | 1926    | 1931      | 1936      | 1946    | 1954    | 1962      | 1968      | 1975      |
| ------- | ------- | --------- | --------- | ------- | ------- | --------- | --------- | --------- |
| 956 566 | 993 915 | 1 046 028 | 1 028 379 | 918 866 | 966 782 | 1 116 664 | 1 325 571 | 1 429 647 |

| 1982      | 1990      | 1999      | 2006      | 2011      | 2016      | 2021      | 2022      | - |
| --------- | --------- | --------- | --------- | --------- | --------- | --------- | --------- | - |
| 1 445 208 | 1 508 966 | 1 578 869 | 1 669 655 | 1 744 236 | 1 835 903 | 1 893 692 | 1 907 982 | - |

## Population par divisions administratives

### Arrondissements
La circonscription départementale du Rhône comporte deux arrondissements. La population se concentre principalement sur l'arrondissement de Lyon, qui recense 86 % de la population totale du département en 2022, avec une densité de 1 074,5 hab./km2, contre 14 % pour l'arrondissement de Villefranche-sur-Saône.
| Arrondissement         | Population(2022) | Variation(2022/2016)                       | Superficie(km2) | Densité(hab./km2) |
| ---------------------- | ---------------- | ------------------------------------------ | --------------- | ----------------- |
| Lyon                   | 1 648 903        | en évolution de +4 % par rapport à 2016    | 1 534,6         | 1 074,5           |
| Villefranche-sur-Saône | 259 079          | en évolution de +3,43 % par rapport à 2016 | 1 714,6         | 151,1             |
| Source : Insee.        |                  |                                            |                 |                   |

### Communes de plus de15 000 habitants
Sur les 266 communes que comprend la circonscription départementale du Rhône, 124 ont en 2021 une population municipale supérieure à 2 000 habitants, 58 ont plus de 5 000 habitants, 27 ont plus de 10 000 habitants, 19 ont plus de 15 000 habitants et douze ont plus de 25 000 habitants : Lyon, Villeurbanne, Vénissieux, Vaulx-en-Velin, Saint-Priest, Caluire-et-Cuire, Bron, Oullins-Pierre-Bénite, Villefranche-sur-Saône, Meyzieu, Rillieux-la-Pape et Décines-Charpieu.
Les évolutions respectives des communes de plus de 15 000 habitants sont présentées dans le tableau ci-après.
| Commune                | Population(2022) | Variation(2022/2016)                        | Superficie(km2) | Densité(hab./km2) |
| ---------------------- | ---------------- | ------------------------------------------- | --------------- | ----------------- |
| Lyon                   | 520 774          | en évolution de +0,98 % par rapport à 2016  | 47,87           | 10 878,9          |
| Villeurbanne           | 162 207          | en évolution de +8,85 % par rapport à 2016  | 14,52           | 11 171,3          |
| Vénissieux             | 66 701           | en évolution de +1,98 % par rapport à 2016  | 15,33           | 4 351             |
| Vaulx-en-Velin         | 52 448           | en évolution de +8,15 % par rapport à 2016  | 20,95           | 2 503,5           |
| Saint-Priest           | 49 193           | en évolution de +7,31 % par rapport à 2016  | 29,71           | 1 655,8           |
| Caluire-et-Cuire       | 43 479           | en évolution de +1,31 % par rapport à 2016  | 10,45           | 4 160,7           |
| Bron                   | 42 850           | en évolution de +4,36 % par rapport à 2016  | 10,3            | 4 160,2           |
| Oullins-Pierre-Bénite  | 37 928           | -                                           | 8,88            | 4 271,2           |
| Villefranche-sur-Saône | 36 224           | en évolution de −2,8 % par rapport à 2016   | 9,48            | 3 821,1           |
| Meyzieu                | 36 437           | en évolution de +10,43 % par rapport à 2016 | 23,01           | 1 583,5           |
| Rillieux-la-Pape       | 31 479           | en évolution de +5,33 % par rapport à 2016  | 14,48           | 2 174             |
| Décines-Charpieu       | 29 905           | en évolution de +7,37 % par rapport à 2016  | 17,01           | 1 758,1           |
| Tassin-la-Demi-Lune    | 22 819           | en évolution de +2,07 % par rapport à 2016  | 7,79            | 2 929,3           |
| Sainte-Foy-lès-Lyon    | 21 893           | en évolution de −0,46 % par rapport à 2016  | 6,83            | 3 205,4           |
| Saint-Genis-Laval      | 21 329           | en évolution de −1 % par rapport à 2016     | 12,92           | 1 650,9           |
| Givors                 | 20 943           | en évolution de +8,45 % par rapport à 2016  | 17,34           | 1 207,8           |
| Saint-Fons             | 19 549           | en évolution de +5,29 % par rapport à 2016  | 6,06            | 3 225,9           |
| Écully                 | 18 019           | en évolution de −0,43 % par rapport à 2016  | 8,45            | 2 132,4           |
| Francheville           | 15 664           | en évolution de +9,71 % par rapport à 2016  | 8,18            | 1 914,9           |
| Source : Insee.        |                  |                                             |                 |                   |

## Structures des variations de population

### Soldes naturels et migratoires depuis 1968
La variation moyenne annuelle est positive mais en baisse depuis les années 1970, passant de 1,1 à 0,6 %.
Le solde naturel annuel qui est la différence entre le nombre de naissances et le nombre de décès enregistrés au cours d'une même année, varie entre 0,8 à 0,7 %. La baisse du taux de natalité, qui passe de 17,8 à 13,8 ‰, n'est en fait pas compensée par une baisse du taux de mortalité, qui parallèlement passe de 9,5 à 7,3 ‰.
Le flux migratoire était en baisse de 0,3 à −0,2 % sur la période courant de 1968 à 1999. Il est de 0 % sur la période 2015-2021. 
| Indicateurs démographiques                       | 1968 à1975 | 1975 à1982 | 1982 à1990 | 1990 à1999 | 1999 à2010 | 2010 à2015 | 2015 à2021 |
| ------------------------------------------------ | ---------- | ---------- | ---------- | ---------- | ---------- | ---------- | ---------- |
| Variation annuelle moyenne de la population en % | 1,1        | 0,2        | 0,5        | 0,5        | 0,8        | 1,1        | 0,6        |
| - due au solde naturel en %                      | 0,8        | 0,7        | 0,7        | 0,7        | 0,7        | 0,8        | 0,7        |
| - due au solde apparent des entrées sorties en % | 0,3        | -0,5       | -0,1       | -0,2       | 0,1        | 0,3        | -0,0       |
| Taux de natalité en ‰                            | 17,8       | 15,4       | 15,0       | 14,4       | 14,5       | 14,8       | 13,8       |
| Taux de mortalité en ‰                           | 9,5        | 8,7        | 8,2        | 7,7        | 7,2        | 6,8        | 7,3        |
| Source : Insee.                                  |            |            |            |            |            |            |            |

### Mouvements naturels sur la période 2014-2022
En 2014, 26 712 naissances ont été dénombrées contre 11 934 décès. Le nombre annuel des naissances a diminué depuis cette date, passant à 22 986 en 2022, indépendamment à une augmentation, mais relativement faible, du nombre de décès, avec 14 175 en 2022. Le solde naturel est ainsi positif et diminue, passant de 14 778 à 8 811.
Pour des raisons techniques, il est temporairement impossible d'afficher le graphique qui aurait dû être présenté ici.

## Densité de population
La densité de population est en augmentation depuis 1968, en cohérence avec l'augmentation de la population.
En 2021, la densité était de 582,8 hab./km2.
| 1968 |  | 408.2 |  |

| 1975 |  | 440.0 |  |

| 1982 |  | 444.8 |  |

| 1990 |  | 464.4 |  |

| 1999 |  | 485.9 |  |

| 2010 |  | 531.0 |  |

| 2015 |  | 560.8 |  |

| 2021 |  | 582.8 |  |

## Répartition par sexes et tranches d'âges
La population du département est plus jeune qu'au niveau national.
En 2021, le taux de personnes d'un âge inférieur à 30 ans s'élève à 39,9 %, soit au-dessus de la moyenne nationale (35,1 %). À l'inverse, le taux de personnes d'âge supérieur à 60 ans est de 22,1 % la même année, alors qu'il est de 26,6 % au niveau national.
En 2021, le département comptait 910 438 hommes pour 983 254 femmes, soit un taux de 51,92 % de femmes, légèrement supérieur au taux national (51,61 %).
Les pyramides des âges du département et de la France s'établissent comme suit.
| Hommes | Classe d’âge | Femmes |
| ------ | ------------ | ------ |
| 0,7    | 90 ou +      | 1,7    |
| 6,2    | 75-89 ans    | 8,4    |
| 13     | 60-74 ans    | 14,2   |
| 18,4   | 45-59 ans    | 17,7   |
| 20,3   | 30-44 ans    | 19,5   |
| 21,8   | 15-29 ans    | 21,1   |
| 19,6   | 0-14 ans     | 17,4   |

| Hommes | Classe d’âge | Femmes |
| ------ | ------------ | ------ |
| 0,7    | 90 ou +      | 1,9    |
| 7,0    | 75-89 ans    | 9,5    |
| 16,6   | 60-74 ans    | 17,5   |
| 20,0   | 45-59 ans    | 19,5   |
| 18,8   | 30-44 ans    | 18,3   |
| 18,3   | 15-29 ans    | 16,7   |
| 18,6   | 0-14 ans     | 16,7   |

## Répartition par catégories socioprofessionnelles
La catégorie socioprofessionnelle des cadres et professions intellectuelles supérieures est surreprésentée par rapport au niveau national. Avec 15,1 % en 2021, elle est 5 points au-dessus du taux national (10,1 %). La catégorie socioprofessionnelle des retraités est quant à elle sous-représentée par rapport au niveau national. Avec 22 % en 2021, elle est 4,8 points en dessous du taux national (26,8 %).
| Catégorie socioprofessionnelle                    | 2015      | 2015 | 2021      | 2021 | Détails de l'année 2021 | Détails de l'année 2021 | Détails de l'année 2021            | Détails de l'année 2021            | Détails de l'année 2021            |
| Catégorie socioprofessionnelle                    | Nb        | %    | Nb        | %    | Hommes                  | Femmes                  | Part en % de la population âgée de | Part en % de la population âgée de | Part en % de la population âgée de |
| Catégorie socioprofessionnelle                    | Nb        | %    | Nb        | %    | Hommes                  | Femmes                  | 15 à 24 ans                        | 25 à 54 ans                        | 55 ans ou +                        |
| ------------------------------------------------- | --------- | ---- | --------- | ---- | ----------------------- | ----------------------- | ---------------------------------- | ---------------------------------- | ---------------------------------- |
| Agriculteurs exploitants                          | 5 421     | 0,4  | 4 735     | 0,3  | 3 590                   | 1 145                   | 0,1                                | 0,4                                | 0,3                                |
| Artisans, commerçants, chefs d'entreprise         | 50 877    | 3,4  | 57 363    | 3,7  | 41 998                  | 15 365                  | 0,7                                | 5,6                                | 2,6                                |
| Cadres et professions intellectuelles supérieures | 191 887   | 13,0 | 233 311   | 15,1 | 133 725                 | 99 586                  | 4,0                                | 25,0                               | 6,8                                |
| Professions intermédiaires                        | 240 276   | 16,3 | 252 948   | 16,3 | 112 167                 | 140 781                 | 10,5                               | 25,5                               | 6,4                                |
| Employés                                          | 228 991   | 15,5 | 226 936   | 14,6 | 62 114                  | 164 822                 | 14,3                               | 20,4                               | 6,8                                |
| Ouvriers                                          | 151 715   | 10,3 | 144 197   | 9,3  | 116 117                 | 28 080                  | 8,3                                | 13,2                               | 4,3                                |
| Retraités                                         | 338 444   | 22,9 | 341 245   | 22,0 | 150 269                 | 190 976                 | 0,0                                | 0,1                                | 64,4                               |
| Autres personnes sans activité professionnelle    | 267 143   | 18,1 | 288 824   | 18,6 | 115 068                 | 173 756                 | 62,2                               | 9,8                                | 8,4                                |
| Ensemble                                          | 1 474 755 | 100  | 1 549 559 | 100  | 735 049                 | 814 510                 | 100                                | 100                                | 100                                |
| Sources : Insee,.                                 |           |      |           |      |                         |                         |                                    |                                    |                                    |